# Madison (Florida)
Madison város az USA Florida államában, Madison megyében, melynek megyeszékhelye is. Lakosainak száma 2912 fő (2020. április 1.).

## Népesség
A település népességének változása:
| Lakosok száma | 3061 | 2843 | 2912 |
|               | 2000 | 2010 | 2020 |